# Günther Hieber
Günther Hieber (* 14. Oktober 1948) ist ein deutscher Rechtsanwalt und seit 2008 Präsident des Bundesverbands der Selbständigen (BDS) und steht dem BDS-Landesverband Baden-Württemberg ebenfalls als Präsident vor. 2021 schied er aus dem BDS-Vorstand aus.
Günther Hieber ist Rechtsanwalt und Fachanwalt für Steuerrecht in Fellbach. Von 1992 bis 2000 war er Vorsitzender des  Gewerbe- und Handelsvereins Fellbach, von 1996 bis 2004 Kreisvorsitzender des BDS-Kreisverbandes Rems-Murr und von 1993 bis 2008 BDS-Bundesschatzmeister.